# Aeropuerto de Surat Thani
El aeropuerto de Surat Thani (IATA: URT, OACI: VTSB, en tailandés: ท่าอากาศยานสุราษฎร์ธานี), es un aeropuerto del sur de Tailandia, ubicado 21 kilómetros al oeste de la ciudad de Surat Thani, capital de la provincia de Surat Thani. Es operado por el Departamento de Aviación Civil y en 2012 registró un total de 816.413 pasajeros.
El aeropuerto posee una sola terminal para vuelos de cabotaje e internacionales, y también funciona como base de Real Fuerza Aérea Tailandesa.

## Destinos
El aeropuerto de Surat Thani tiene vuelos regulares domésticos a Bangkok, Phuket y Chiang Mai, e internacionales a Kuala Lumpur (Malasia).
| Aerolínea                  | Destino                                  |
| -------------------------- | ---------------------------------------- |
| Thai Airways International | Aeropuerto Internacional Suvarnabhumi    |
| Nok Air                    | Aeropuerto Internacional Don Mueang      |
| Thai AirAsia               | Aeropuerto Internacional Don Mueang      |
| Thai Lion Air              | Aeropuerto Internacional Don Mueang      |
| Business Air               | Aeropuerto Internacional de Phuket       |
| Thai AirAsia               | Aeropuerto Internacional de Chiang Mai   |
| AirAsia                    | Aeropuerto Internacional de Kuala Lumpur |

## Accidentes e incidentes
- 11 de diciembre de 1998: un Airbus A310-204 de Thai Airways International, procedente del aeropuerto Don Mueang (Bangkok), se enfrentó a una tormenta que limitaba la visibilidad al aterrizar en Surat Thani. En su tercer intento de aproximación el vuelo 261 se estrelló en una plantación de arroz a 600 metros del aeropuerto. El accidente resultó en la muerte de 101 de los 146 ocupantes.[7]